# إذاعة صوت العرب في كندا
إذاعة صوت العرب في كندا هي إذاعة ناطقة باللغة العربية تبث من مدينة مونتريال في كندا. وهي إذاعة إخبارية ترفيهية ثقافية تمس الجالية العربية، تناقش قضايا هامة، وتهدف إلى إثراء الجالية العربية بكل ما هو جديد ومفيد، ومما يميز الإذاعة عن غيرها من القنوات:
- إذاعة البرامج المختلفة سواء عن طريق البث المباشر أو عن طريق البرامج المسجلة مع أشهر الشخصيات في الجالية.
- إذاعة القرآن الكريم لأشهر القراء في الوطن العربي.
- إذاعة الأناشيد الشيقة.
- إذاعة النشرات الإخبارية.
- إذاعة البرامج الحوارية والثقافية والترفيهية.
- رفع الأذان حسب التوقيت المحلي لمدينة مونتريال.